# Пшиленк-Дужи
Пшиленк-Дужи (пол. Przyłęk Duży) — село в Польщі, у гміні Роґув Бжезінського повіту Лодзинського воєводства.
Населення — 309 осіб (2011).
У 1975-1998 роках село належало до Скерневицького воєводства.

## Демографія
Демографічна структура станом на 31 березня 2011 року:
|          | Загалом | Допрацездатний вік | Працездатний вік | Постпрацездатний вік |
| -------- | ------- | ------------------ | ---------------- | -------------------- |
| Чоловіки | 148     | 23                 | 109              | 16                   |
| Жінки    | 161     | 28                 | 92               | 41                   |
| Разом    | 309     | 51                 | 201              | 57                   |